# Aristea schizolaena
Aristea schizolaena är en irisväxtart som beskrevs av William Henry Harvey och John Gilbert Baker. Aristea schizolaena ingår i släktet Aristea och familjen irisväxter. Inga underarter finns listade i Catalogue of Life.